# Río (álbum)
Río es el séptimo álbum de estudio del grupo colombiano Aterciopelados, publicado el 21 de octubre de 2008, el segundo y último publicado bajo el sello de National Records.
Considerado uno de los mejores álbumes de Rock Latino de toda la historia "Río" se caracteriza por tener una marcada conciencia ambiental en sus letras y retomar el concepto de canción protesta que ha tenido el grupo colombiano en su trabajo previo. Esto está claramente marcado por sus letras que critican abiertamente el trato de los ilegales en el primer mundo, el desorden de información en los medios tradicionales o las secuelas del conflicto armado colombiano, fue el cuarto álbum producido por Héctor Buitrago para Aterciopelados, la canción que da nombre al álbum al igual que varios de los temas están inspirados en la recuperación del río Bogotá.
La revista Rolling Stone lo consideró el sexto mejor álbum de Rock Latino de todos los tiempos y la Academia Nacional de Grabación de Artes y Ciencias correspondió nominandolo en la categoría Mejor Álbum Rock/Alternativo y Urbano en los Grammy Awards.  Esta entrega cuenta con la colaboración de reconocidos artistas como Goyo de ChocQuibTown, los músicos andinos Kapari Walka y la leyenda de la gaita Paito.
Es a la fecha el álbum con más vídeos publicados (7) y los llevó a recorrer nuevamente el mundo dando conciertos, incluyendo por primera vez presentaciones en Australia y presentaciones como representantes de Amnistía Internacional.

## Carátula
La carátula del disco es un grafiti (hecho a mano con pintura de agua, sin aerosol) de una anaconda ancestral, madre de la humanidad según los indígenas y símbolo del río, utilizado como metáfora de la recuperación del río Bogotá, de autoría de la artista urbana bogotana Bastardilla

## Álbum
Después de un año sabático tras el lanzamiento de Oye, Aterciopelados publica su nuevo trabajo "Rio", este álbum mantiene varias características de su antecesor más algunas reminiscencias de La Pipa de la Paz (1997), sin embargo, Río es líricamente temático en cuestión de la conciencia ambiental, aunque si bien no es un álbum de pleno derecho en el concepto, pero de una canción a la siguiente el sonido del agua corriendo llena el vacío entre las canciones y transmite el mensaje, lo que refuerza el concepto de conciencia ambiental - y cuando roza los problemas no ambientales, las letras siguen siendo políticamente comprometidas y socialmente conscientes. 
En segundo lugar, aunque no es tan, Río estilísticamente rueda libre como Caribe Atómico o Gozo Poderoso, esto puede ser acreditado por mucho a productor y multinstrumentista Héctor Buitrago, quien logra unir acertadamente diferentes tonos en un estilo musical, ya que mezcla uniforme y en conjunto aspectos del rock en español y latina alternativa, además de los ritmos caribeños, la instrumentación tradicional, y programación de batería. 
El primer sencillo "Río" que da el nombre al álbum es un mensaje claro que alerta sobre las condiciones de contaminación del Río Bogotá, este mensaje toma fuerza en el segundo tema "Tréboles" y el tema "Madre" el cual es una clara oda a la madre naturaleza, "28" cuenta con la colaboración de Gloria "Goyo" Martínez de ChocQuibTown, transmite de forma natural y sentimental la experiencia maternal de Andrea recordando sus trabajos como solista, la canción "Día paranormal" busca concienciar acerca de problemas serios y diversos que afligen al mundo actual y la poca relevancia que reciben por los medios de comunicación y el Inconsciente colectivo, la letra de "Gratis" transmite el mensaje de igualdad entre hermanos con sonidos muy al estilo Rock and Roll, un claro giro conceptual del álbum se percibe "Bandera" uno de los mejores temas de este trabajo que critica las condiciones y trato que reciben los inmigrantes ilegales en los países más desarrollados, este se compuso gracias a los muchos problemas que tuvieron los músicos para ingresar a España, dos años después de publicar el álbum apareció el vídeo de este sencillo esta canción tiene una impresionante instrumentación de guitarra y batería que remite a los primeros trabajos del grupo; "Ataque de Risa" involucra en los coros a Milagros hija de Andrea por lo cual de forma infantil pero sutil demuestra  la importancia de cambiar las armas por carcajadas, seguidamente aparece otro de los temas importantes "Hijos de Tigre" el cual alude al carácter hereditario de la violencia colombiana, esta canción se compuso para la banda sonora de la película La Milagrosa, un filme sobre el conflicto armado colombiano dirigido por el reconocido director mexicano Rafa Lara.

## Críticas
Rolling Stone consideró y clasificó a Río como el sexto mejor álbum de Rock Latino de todos los tiempos
El escritor Jason Birchmeier reconoció en una crítica para el portal especializado Allmusic:

«Dadas las amplias diferencias estilísticas y temáticas entre los álbumes de Aterciopelados, es difícil compararse unos con otros, pero Río es sin duda uno de los mejores esfuerzos de la banda. Al igual que La Pipa de la Paz y Oye, el álbum es atractivo de principio a fin. No solo cada una de las canciones en Río es única; todos son impresionantes...»(Jason Birchmeier)

## Lista de canciones
| Río   |                  |          |  |
| N.º   | Título           | Duración |  |
| 1.    | «Río»            | 4:09     |  |
| 2.    | «Tréboles»       | 3:16     |  |
| 3.    | «28» (con Goyo)  | 3:34     |  |
| 4.    | «Día paranormal» | 4:01     |  |
| 5.    | «Gratis»         | 4:27     |  |
| 6.    | «Vals»           | 4:27     |  |
| 7.    | «Madre»          | 5:25     |  |
| 8.    | «Bandera»        | 2:37     |  |
| 9.    | «Ataque de risa» | 3:21     |  |
| 10.   | «Hijos de tigre» | 3:32     |  |
| 11.   | «No llores»      | 4:20     |  |
| 12.   | «Tomate»         | 3:41     |  |
| 13.   | «Agüita»         | 3:44     |  |
| 50:34 |                  |          |  |

## Reconocimientos
| Publicación   | País | Premio                                        | Año  | Puesto |
| ------------- | ---- | --------------------------------------------- | ---- | ------ |
| Rolling Stone | EUA  | Los 10 mejores discos latinos de la historia. | 2012 | 6      |

## Videoclips
- «Río»
- «Tréboles»
- «28»
- «Gratis»
- «Bandera»
- «Ataque de risa»
- «Hijos de tigre»

## Músicos
- Andrea Echeverri: voz, guitarra rítmica.
- Héctor Buitrago: bajo, coros, guitarra.
- Mauricio Montenegro: batería.
- Urian Sarmiento: batería, darbouka, gaita, llamador, maracones, tabla, tambora.
- Camilo Velásquez: guitarra y coros.

Invitados
- Ricardo Fernández: guitarra
- Goyo: covocalista
- Kapary Walka: música andina
- Paito: gaita

Personal de grabación
- Héctor Castillo - mezcla
- Mike Marsh - masterización

Arte gráfico
- Hogar, Bastardilla, Fernando Restrepo - Arte gráfico